# Borgo metropolitano di Westminster
Il borgo metropolitano di Westminster fu un municipio della vecchia contea di Londra esistito fra il 1900 e il 1965.

## Storia
L'autorità municipale fu istituita fondendo cinque diverse autorità locali nell'area di Westminster, e fu subito sottoposto all'autorità provinciale del Consiglio della Contea di Londra. Il borgo ricevette il titolo di città per decreto reale il 29 ottobre 1900. Esteso per 10 km², aveva una popolazione di 183.000 abitanti ad inizio Novecento e di 85.000 residenti nei primi anni sessanta.
Nel territorio municipale ricadevano diversi luoghi famosi, tra i quali Hyde Park, Soho e Belgravia. Nel 1965 il borgo si fuse con altre due municipalità andando a formare l'odierna città di Westminster.